# Berger
Berger és una població dels Estats Units a l'estat de Missouri. Segons el cens del 2000 tenia 206 habitants.

## Demografia
Segons el cens del 2000, Berger tenia 206 habitants, 85 habitatges, i 56 famílies. La densitat de població era de 265,1 habitants per km².
Dels 85 habitatges en un 25,9% hi vivien nens de menys de 18 anys, en un 55,3% hi vivien parelles casades, en un 9,4% dones solteres, i en un 34,1% no eren unitats familiars. En el 31,8% dels habitatges hi vivien persones soles el 18,8% de les quals corresponia a persones de 65 anys o més que vivien soles. El nombre mitjà de persones vivint en cada habitatge era de 2,42 i el nombre mitjà de persones que vivien en cada família era de 3,09.
Per edats la població es repartia de la següent manera: un 25,7% tenia menys de 18 anys, un 7,3% entre 18 i 24, un 24,8% entre 25 i 44, un 23,3% de 45 a 60 i un 18,9% 65 anys o més.
L'edat mediana era de 41 anys. Per cada 100 dones de 18 o més anys hi havia 91,3 homes.
La renda mediana per habitatge era de 32.083 $ i la renda mediana per família de 42.188 $. Els homes tenien una renda mediana de 31.406 $ mentre que les dones 21.667 $. La renda per capita de la població era de 18.460 $. Entorn del 3,5% de les famílies i el 5,8% de la població estaven per davall del llindar de pobresa.

## Poblacions més properes
El següent diagrama mostra les poblacions més properes.